# Ogcodes argentinensis
Ogcodes argentinensis är en tvåvingeart som beskrevs av Evert I. Schlinger 1960. Ogcodes argentinensis ingår i släktet Ogcodes och familjen kulflugor. Inga underarter finns listade i Catalogue of Life.